# کیسوکه اساکی
کیسوکه اساکی (انگلیسی: Keisuke Osako؛ زادهٔ ۲۸ ژوئیهٔ ۱۹۹۹) بازیکن فوتبال اهل ژاپن است‌. که در باشگاه فوتبال سانفریس هیروشیما در پست دروازه‌بان بازی می‌کند.
وی همچنین در تیم‌های ملی فوتبال زیر ۱۷ سال ژاپن، زیر ۲۰ سال ژاپن و ژاپن بازی کرده‌است.